# 三方高
三方高（さんぼうこう）は、秋田県鹿角市にある標高1,221.8mの山である。
夜明島川（米代川水系支流）、熊沢川（同）、樫内川（熊沢川支流）の水源（源流）となっている。
山内には、夜明島川口からは、同市八幡平字桃枝（どうじ）集落から通じる夜明島林道がある。 